# Varning på stan
Varning på stan är en rocklåt skriven av Magnus Uggla och framförd av honom på albumet Va ska man ta livet av sig för när man ändå inte får höra snacket efteråt 1977. Låten är en av Ugglas mest igenkända.

## Historik

### Bakgrund
När introriffet skrevs har Uggla sagt sig vara inspirerad av Mott the Hoople's låt "All the Way from Memphis".

### Mottagande
Låten är en av Magnus Ugglas mest kända. Efter att låten spelats i radio blev Sveriges Radio dock anmält till Radionämnden, då vissa lyssnare uppfattat delar av låtens text som grov och sexistisk.
Magnus Uggla menade att låten var en ärlig beskrivning av hur många grabbar levde. Många föräldrar upprördes och man började debattera handlingen i TV på kvällarna.

### Versioner
Uggla spelade också in den med text på engelska av Colin Griffin, då under titeln "Hit the Girls on the Run". Den engelska versionen av låten användes i filmen En vandring i solen från 1978, och den svenska originalversionen användes i Adam & Eva från 1997.
1990 tolkade Asta Kask låten på livealbumet Sista dansen. Andra som spelat in låten är Attack och Pugh Rogefeldt.
Magnus Uggla har senare använt stycken, både text- och musikmässiga, ur "Varning på stan" till andra låtar. Bland annat till "Stockholms heta nätter" från Där jag är e're alltid bäst 2000 och "Varning på stan enligt Bellman" från Den tatuerade generationen 2004.

## Listplaceringar
Singeln "Varning på stan" placerade sig som bäst på andra plats på den svenska singellistan.
| Lista (1977-1978) | Position |
| ----------------- | -------- |
| Sverige           | 2        |